# 信州 (安徽省)
信州，中国唐朝时设置的州。
唐高祖武德二年（619年）王世充改颍州（汝阴郡）置信州，治所汝阴县（在今安徽省阜阳市西北颍西镇岳湖口）。下辖汝阴县、清丘县（今安徽省阜阳市东南口孜镇北古城孜清邱村）、下蔡县（今安徽省凤台县）、颍上县（今安徽省颍上县颍河乡十二里店孜）、颍阳县（今安徽省太和县北）、高唐县（今安徽省阜阳市苏集乡）、永安县（今安徽省阜南县方集镇）、永乐县（今安徽省阜阳市西湖镇）。武德三年（620年）归唐。武德四年（621年）下蔡县属于涡州，武德六年（623年）信州改名颍州。
唐朝信州刺史
- 姜子建（619年）
- 田瓒（620年）
- 谢统师（622年—623年）